# André Derain

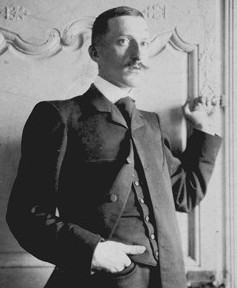
André Derain, Foto um 1903

André Derain (* 10. Juni 1880 in Chatou bei Paris; † 8. September 1954 in Garches bei Paris) war ein französischer Künstler. Er schuf unter anderem Gemälde, Grafiken, Skulpturen, Bühnenbilder und -kostüme, überdauert hat vor allem seine Malerei.
Derain war neben Henri Matisse der Hauptvertreter des Fauvismus und wird zu den ersten Malern der Klassischen Moderne gezählt. Er wurde zeitweilig als der führende Kopf der französischen Avantgarde angesehen und stand ebenfalls in engem Kontakt zu den Kubisten Picasso und Braque.
Seine sich in den zwanziger Jahren vollziehende Abkehr von der Diskussion um die Moderne löste eine heftige Kritik aus.

## Leben

### Frühe Jahre

André Derain: Funeral, 1899

Derain wurde am 10. Juni 1880 in Chatou geboren. Sein Vater war ein wohlhabender Konditor und Stadtrat. Nachdem er die Schule Saint-Croix in Le Vésinet besucht hatte, ging er auf das Lycée Chaptal in Paris und gewann dort im Jahre 1898 einen Preis für Zeichnen und einen für Naturwissenschaften.
Derain wandte sich früh der Malerei zu und etwa im Alter von 15 Jahren erhielt er einige Unterrichtsstunden von le père Jacomin, dessen Sohn sein Klassenkamerad war. Derain gestand später, dass er wahrscheinlich nichts aus diesem Unterricht gelernt habe.
Seine Eltern beabsichtigten ihn zum Offizier oder Ingenieur zu machen, und als Schritt zur Erreichung dieses Ziels wurde er auf die École des Mines in Paris geschickt.
Durch die Freunde, die er in Paris gewann, wurden seine künstlerischen Ambitionen gefördert und seine intellektuellen Bedürfnisse angeregt. Zu diesen Freunden gehörten der Sohn des symbolistischen Dichters Villiers de L’Isle-Adam, Linaret, ein Malerfreund und der Comte de la Noue, ein junger, exzentrischer bretonischer Aristokrat.

### Aufenthalte in Paris – Fauvismus (1898–1907)
Derain besuchte von 1898 bis 1899 die Académie Camillo in der Rue de Rennes in Montparnasse, wo er von Eugène Carrière unterrichtet wurde.
Eine wesentliche Änderung in seinem Leben verursachte die im Jahre 1900 beginnende Freundschaft mit Maurice de Vlaminck, der einige Jahre älter war als Derain. Bei ihren Zusammentreffen diskutierten sie die anarchistischen und die naturalistischen Autoren oder Cézanne und Courbet und die „Primitiven“. Es war die Leidenschaft für das Radikale, die die Themen ihrer Gespräche formte und die Vlaminck, begierig die Vergangenheit herauszufordern, dazu veranlasste, reine Grundfarben für seine Bilder zu verwenden.

André Derain: Bal de soldats, 1903

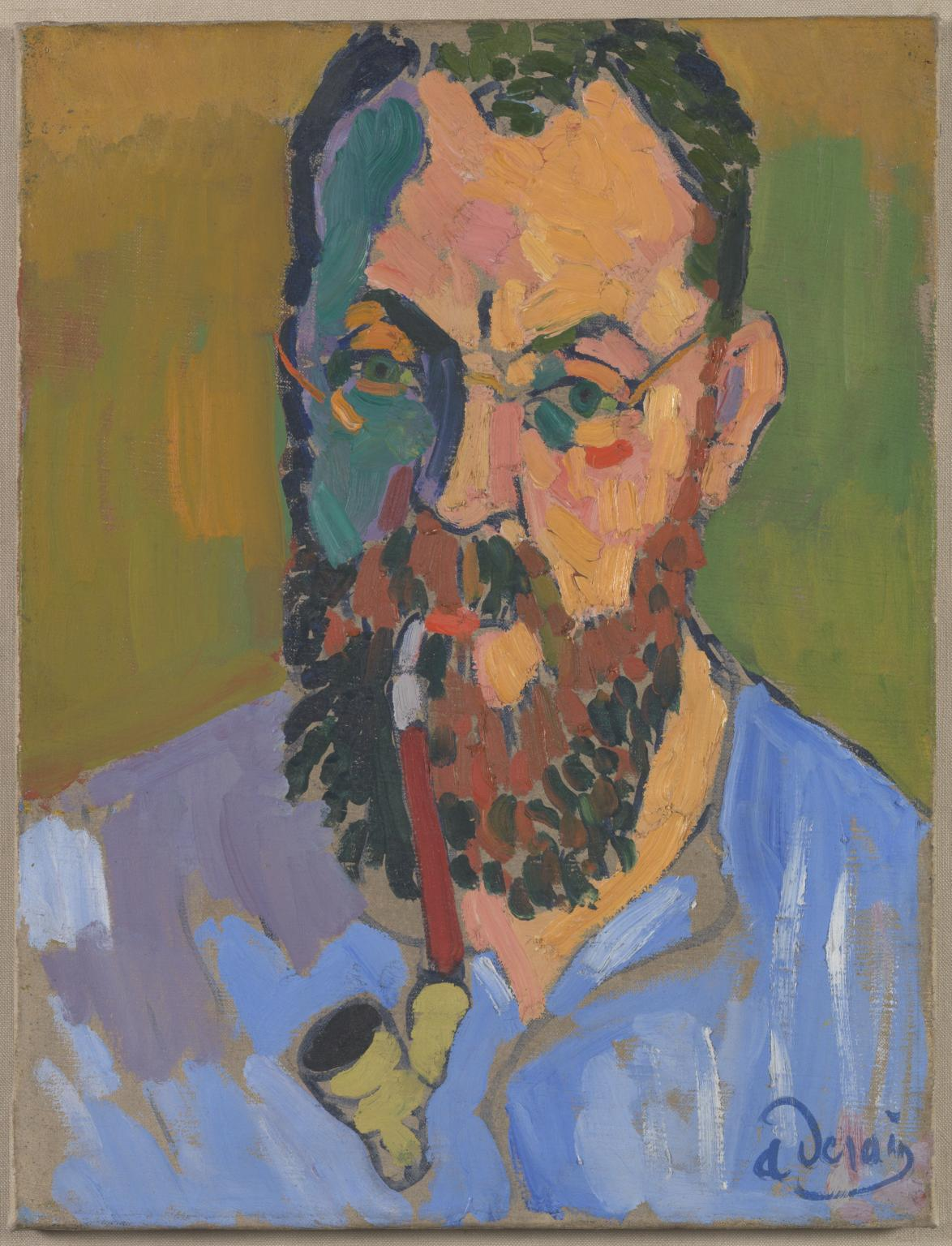
André Derain: Porträt Henri Matisse, 1905

Bei einem Besuch der van Gogh-Retrospektive in der Galerie Alexandre Bernheim (später Bernheim-Jeune) im Jahr 1901 machte er Vlaminck mit Henri Matisse bekannt, den er zuvor beim Kopieren klassischer Werke im Louvre kennengelernt hatte. Daraufhin erfolgte ein Besuch, den Matisse beiden jungen Männern in Chatou abstattete. Matisse berichtete darüber: „Die Malerei von Derain und Vlaminck überraschte mich nicht, denn sie kam den Studien, die ich selbst machte, sehr nahe.“ Somit waren bereits die Künstler beieinander, die wenige Jahre später den Fauvismus hervorbrachten.
Im Herbst 1901 wurde Derain zum Militärdienst einberufen und konnte seine Studien nur noch sporadisch fortsetzen. Er malte in den Folgejahren eine Reihe von Dekorationen für die Soldatenunterkünfte in Commercy, die jedoch sofort wieder übertüncht wurden. Er begann eine langanhaltende Korrespondenz mit Vlaminck.

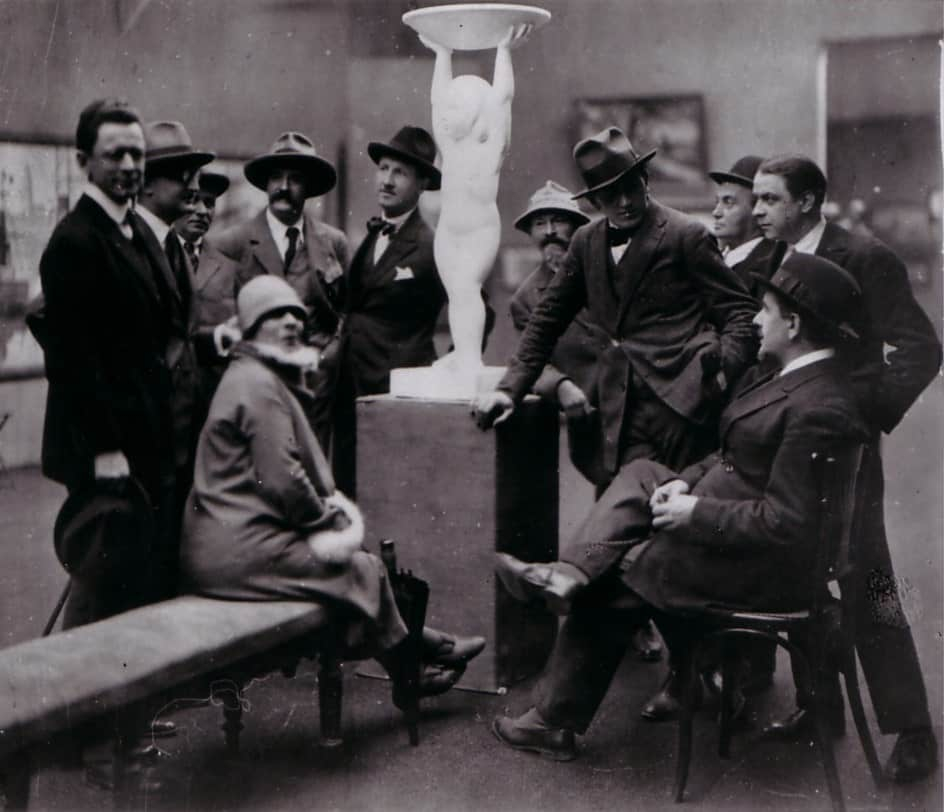
Saal VII des Salon d’Automne, Grand Palais, Paris, 1905. Jacqueline Marval sitzt links neben der Büste, rechts Jules Flandrin. Louis Valtat und Albert Marquet sind ebenfalls zu sehen.

Nach Beendigung seiner Militärzeit im Jahr 1904 überredete Matisse Derains Eltern, die andere Pläne mit ihrem Sohn verfolgten, ihm zu erlauben, sich von nun an nur noch der Malerei zu widmen. Derain schrieb sich entgegen dem Rat Vlamincks an der Académie Julian ein. Zur gleichen Zeit bekundete er sein Interesse für afrikanische Kunst und verweilte 1905 zusammen mit Matisse in Collioure. 

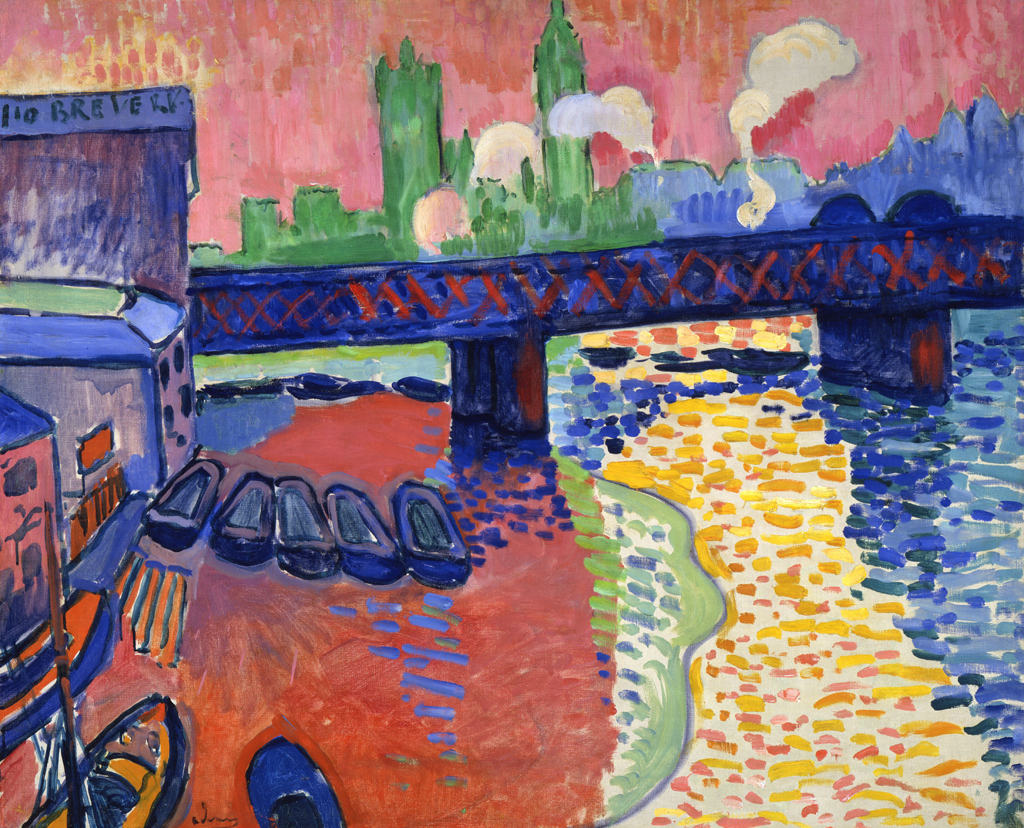
André Derain: Charing Cross Bridge, London, 1906

Im Herbst 1905 kam es im Salon d’Automne zur Ausstellung der in Collioure entstandenen Arbeiten, woraufhin der Zeitungskritiker Louis Vauxcelles die Maler als Fauves bezeichnete.
Ambroise Vollard kaufte die Arbeiten Derains auf und nahm ihn unter Vertrag. In den Jahren 1905 und 1906 besuchte er London. In dieser Zeit entstanden seine persönlichsten fauvistischen Arbeiten. 1906 schloss Derain Freundschaft mit Picasso, nachdem er schon zuvor mit Guillaume Apollinaire Kontakt geknüpft hatte.
Heute erinnert der Chemin du Fauvisme in Collioure an die dortige Entstehung des Fauvismus: An 20 Stellen, wo die Staffeleien von Matisse und Derain standen, sind Reproduktionen der dort entstandenen Gemälde angebracht.

### Umzug nach Paris – Kubismus (1907–1914)

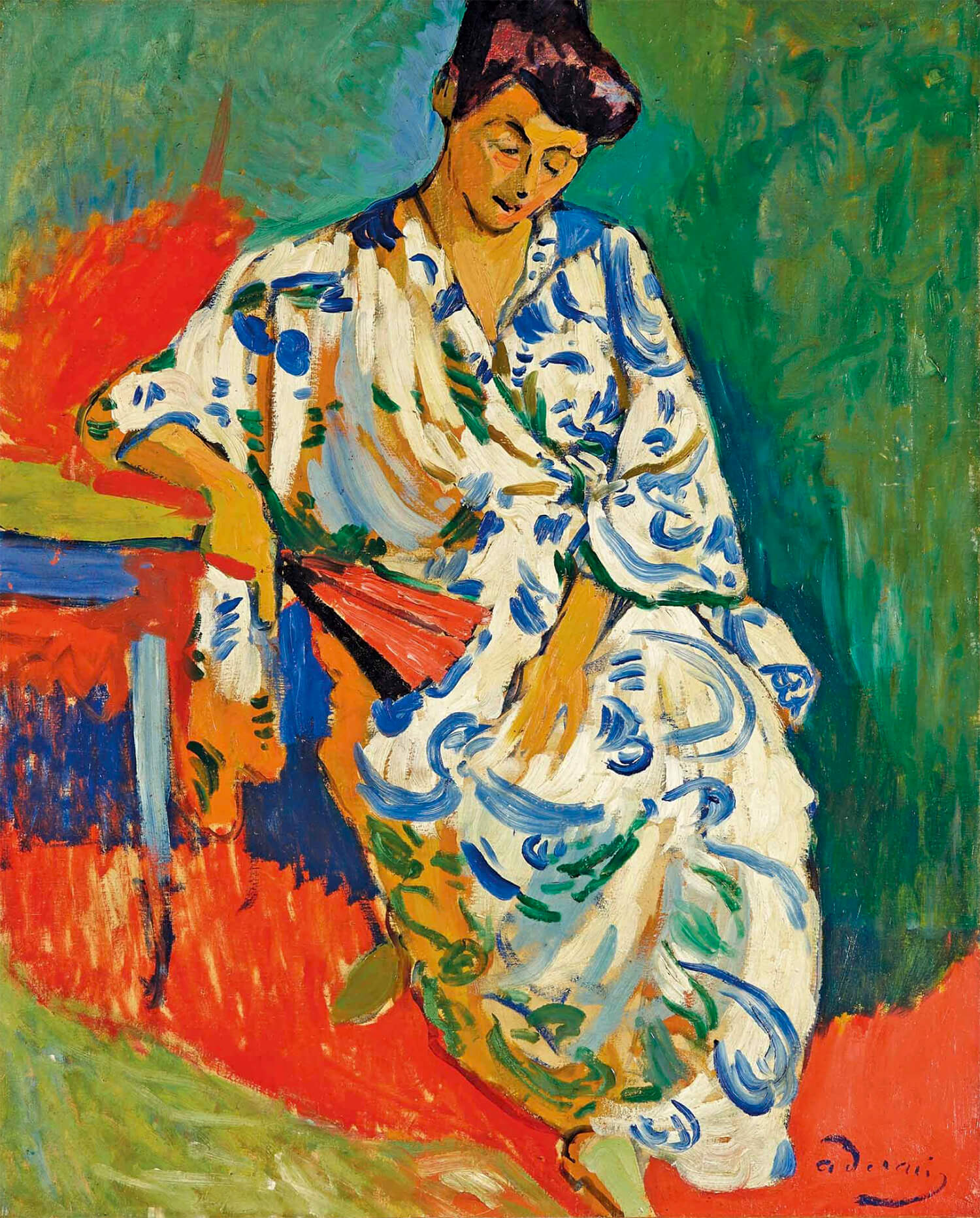
Andre Derain: Madame Matisse, 1905

André Derain: Ansicht Cadaques, 1910

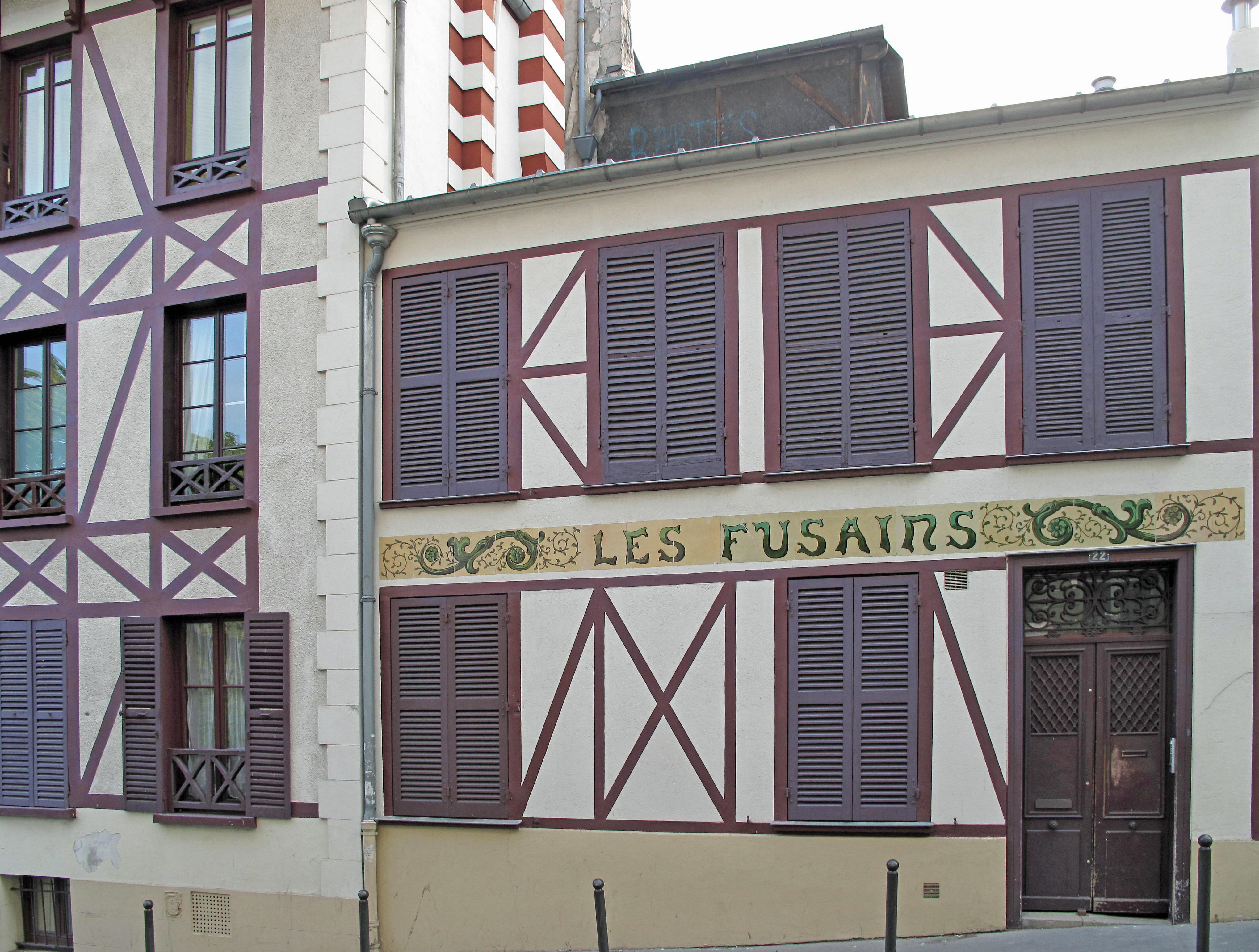
Eingang zum Atelierhaus Les Fusains, Foto aus dem Jahr 2009

Im Jahr 1907 folgte der Umzug von Chatou nach Paris, in das Atelierhaus Les Fusains, 22 rue de Tourlaque, Montmartre. Während seiner Jahre in Chatou hatte er bereits viele der jüngeren Mitglieder des Montmartre-Kreises kennengelernt. Er liebte besonders die Diskussionen an den Restaurant- und Cafétischen und war in ständigem Kontakt mit Picasso, Braque, van Dongen und Vlaminck.
Derain unterzeichnete bei dem Galeristen Daniel-Henry Kahnweiler einen Exklusivvertrag und stand mit Picasso in engem Kontakt, als dieser die Arbeit zu Les Demoiselles d’Avignon in Angriff nahm.
Im Sommer des Jahres 1909 hielt er sich mit Braque in Carrières-Saint-Denis auf, 1910 mit Picasso in Cadaqués (Spanien). Im Herbst 1909 starb sein Vater. Drei seiner Werke waren in der Ausstellung Manet und die Nach-Impressionisten vertreten.
In den Folgejahren unternahm der Künstler weitere Reisen, so unter anderem nach Beauvais, Serbonne-sur-le-Grand Morin, nach Camiers in Palais de Calais, nach Vers in der Lot und 1913 nach Martigues.

### Erster Weltkrieg und die Jahre danach (1914–1921)

Andre Derain: Church at Vers 1912

Derain war mit Braque und Picasso in Montfavet, als der Krieg ausbrach, und wurde zu den Waffen gerufen. Er diente bei einer motorisierten Einheit in der Champagne, an der Somme, in Verdun, in L'Aisne und in den Vogesen. Während seines Soldatenlebens fertigte er Illustrationen zu André Bretons Mont-de-Pieté an und stellte im Herbst 1916 in der Galerie Paul Guillaume in Paris aus.
Kurz nach der Entlassung aus der Armee gab Derain sein Debüt in der Theater- und Ballettwelt. Diaghilev beauftragte ihn, Bühnenbilder, Vorhang und Kostüme für La Boutique Fantasque – Musik von Rossini, Choreographie von Massine – zu entwerfen. Die Erstaufführung fand am 5. Juni 1919 im Alhambra Theatre, London, statt.
Kahnweiler, der 1920 nach Paris zurückkehrte, kaufte nun wiederum bis 1922 die Arbeiten Derains auf. Von 1921 bis 1922 weilte Derain in Rom und erhielt im Jahre 1923 von Jean Renoir als Gegenleistung für ein Porträt – Derain malte dessen Frau – vier kleine Bilder von dessen Vater Auguste Renoir.

### Jahre der Kritik (1922–1939)

Andre Derain: Road to Castel Gandolfo 1921

Gegen Ende der zwanziger Jahre, in der er unter anderem 1928 den Carnegie-Preis für Nature morte: La Chasse erhielt, begannen die Jahre der sich gegen ihn einsetzenden Kritik, die sich unter anderem in dem Buch Pour ou Contre Derain zeigt. Obwohl ihn verschiedene Maler und Kritiker in dieser Publikation verteidigten, wurde die Sache der Anklage von Pierre Courthion und Jacques-Emile Blanche vorgetragen: „Glaube und Heftigkeit, wie sie in seinen frühen Versuchen sich bezeugen, scheinen durch die Indifferenz eines Skeptikers ersetzt, der überwältigt wurde durch seine Kenntnis zu vieler Meisterwerke, die er in den Museen und Sammlungen gesehen hat.“
Derain begann sich nach und nach aus dem Pariser Leben zurückzuziehen, eine Tendenz, die zunahm, seit er sein Haus in Chambourcy im Jahre 1935 bezogen hatte, das bis zu seinem Tode sein Heim blieb. Was genau in dieser Zeit geschah, ist keineswegs leicht festzustellen. Es scheint, als ob eine gewisse Verschanzung stattfand.
1930 tauschte er seine afrikanischen Kunstgegenstände gegen griechisch-römische und ägyptisch-römische Porträts. 1931 fand die Ausstellung Neue Malerei von Derain in der Lefevre Gallery in London statt. Im Jahr 1933 verkaufte er einen weiteren Teil seiner Sammlung afrikanischer Kunst.
Die Kunsthalle Bern organisierte 1935 die erste große Retrospektive seines Werkes. In den dreißiger Jahren erhielt der Künstler zahlreiche Aufträge von der Pariser Oper für Kostüme und Dekorationen, so illustrierte er unter anderem 1932 Les Héroides von Ovid und 1938 Salomé von Oscar Wilde. 1937 nahm er an der Retrospektivausstellung der Indépendants in Paris teil.

### Zweiter Weltkrieg und die Jahre danach (1940–1954)

Andre Derain: Roses sur font noir, 1932

André Derain: Nature morte avec citrouille, 1939

Anfang der vierziger Jahre arbeitete Derain hauptsächlich in Donnemarie-en-Montois, 1940 in Vichy und 1941 an der Loire, und kehrte nach der Befreiung von der deutschen Besatzung 1944 wieder nach Chambourcy zurück.
Während der Besetzung Frankreichs im Zweiten Weltkrieg wurde Derain von den deutschen Besatzern als Vertreter der französischen Kultur umschmeichelt. 1941 unternahm er mit anderen französischen Künstlern eine von den Behörden organisierte Reise nach Berlin. Dort besuchte er unter anderem das Atelier Arno Brekers, der zu dieser Zeit ein Hauptvertreter der sogenannten Deutschen Kunst war. Die nationalsozialistische Propaganda bezog sich wiederholt auf diese Reise. Wieso Derain die Reise antrat, ist nicht geklärt. Es gibt Quellen, die darlegen, dass die Nationalsozialisten ihm bei Nichtantritt der Reise mit der Zerstörung seines Ateliers drohten.
Die radikale Abkehr Derains von den stilistischen und begrifflichen Sorgen der französischen Avantgarde erlangte ihren Höhepunkt. 1944 schlug er das Angebot aus, Direktor der École nationale supérieure des beaux-arts de Paris zu werden, der wichtigsten Akademie der Bildenden Kunst in Frankreich. Nach der Befreiung wurde Derain von vielen Franzosen als Kollaborateur betrachtet und geächtet. Im Nachkriegsfrankreich gab es zunächst keine öffentlichen Ausstellungen seiner Werke.
Derain starb 1954 im Département Hauts-de-Seine. Der mit Derain befreundete Alberto Giacometti nahm als einziger namhafter Künstler an seinem Begräbnis teil.

## Malerisches Werk

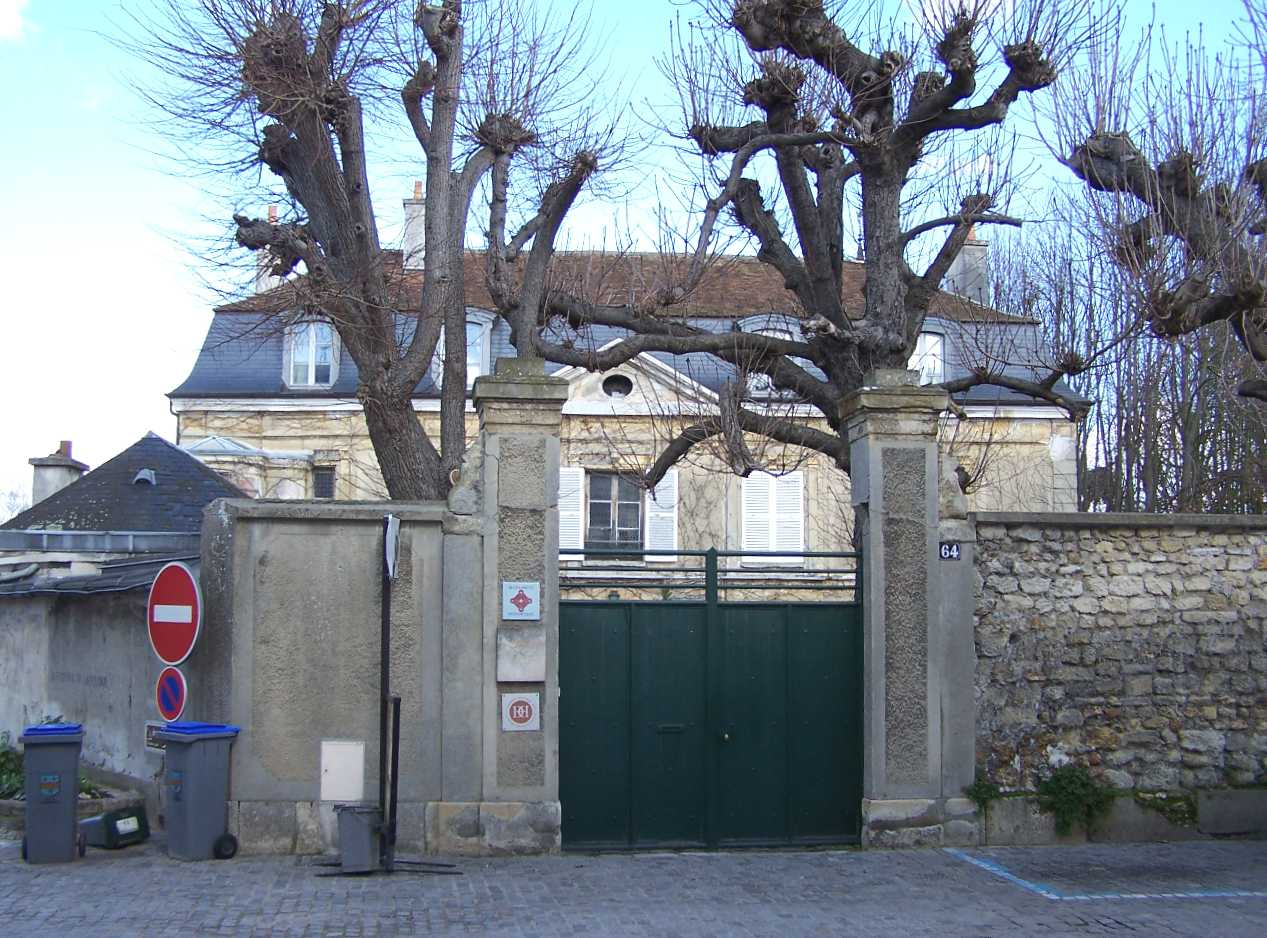
Derains Wohnsitz in Chambourcy, Fotografie aus dem Jahr 2007

In den Jahren kurz vor und nach dem Ersten Weltkrieg wurde Derain von vielen Kennern als ein führendes, wenn nicht als das führende Mitglied der französischen Avantgarde und als die wichtigste Stütze der nationalen Tradition angesehen. Spätestens seit den zwanziger Jahren verdeutlicht sein Werk jedoch die Rückkehr – und somit die Abkehr von den Hauptströmungen seiner Zeit – zu einer traditionelleren Sichtweise. Sein Werk zeugt von der Kenntnis vielfältigster Stile; u. a. afrikanische, cypriotische, hellenische und römische Kunst, italienische Malerei des Trecento und Quattrocento, die französische Schule des 15. Jahrhunderts, Breughel, die Venezianer, El Greco, Caravaggio, Peter Paul Rubens, die niederländischen und spanischen Meister des 17. Jahrhunderts und näher an unserer Zeit, Delacroix, Corot, Courbet, Manet, Renoir und Cézanne trugen zu seiner Kunst bei. Markant für diese Jahre ist, dass er zwischen zwei Standpunkten hin und her pendelte, einem realistischen und einem idealistischen.
In Bezug zu den beiden bedeutendsten Malern der französischen Avantgarde, Picasso und Matisse, mit denen er innerhalb seiner verschiedenen Schaffenszeiten in engem Kontakt stand, bildete Derain in seinen späten Jahren mit seiner deutlichen Abkehr zu den Strömungen seiner Zeit – einer Linearisierung der Bildelemente – ein läuterndes Element. Er selbst als einer der damaligen Hauptvertreter der Klassischen Moderne suchte durch den Kontakt zu seinen Vorläufern, den Weg, der in seinen Augen in Verantwortung gegenüber der Tradition weiterzuführen sei.

### Frühes Werk (1898–1904)

Andre Derain: Les vignes au printemps, 1904

Derains frühe Arbeiten waren Landschaften in der Manier von Corot, und die ersten datierten Bilder aus dieser Zeit, etwa die Die Straße nach Carrières, verraten eine mögliche Kenntnis von Cézanne und Gauguin. Andererseits enthüllt Das Begräbnis, das um 1899 datiert wird, seine Würdigung Manets sowie seine Vorliebe für jene beseelten Figuren, die von nun an oft in seiner Malerei auftauchen. Vor allem jedoch hatte sich Derain nun auf ein Studium alter Meister im Louvre eingelassen, und hier kopierte er auch unter anderem Christus, das Kreuz tragend, das damals Ghirlandajo zugeschrieben wurde, eine Kopie, von der er sich zeit seines Lebens nicht mehr trennte. Während dieser Zeit (1901) kam es zur ersten Begegnung mit Matisse im Louvre.

### Fauvistische Periode (1904–1907)
Hauptartikel: Fauvismus

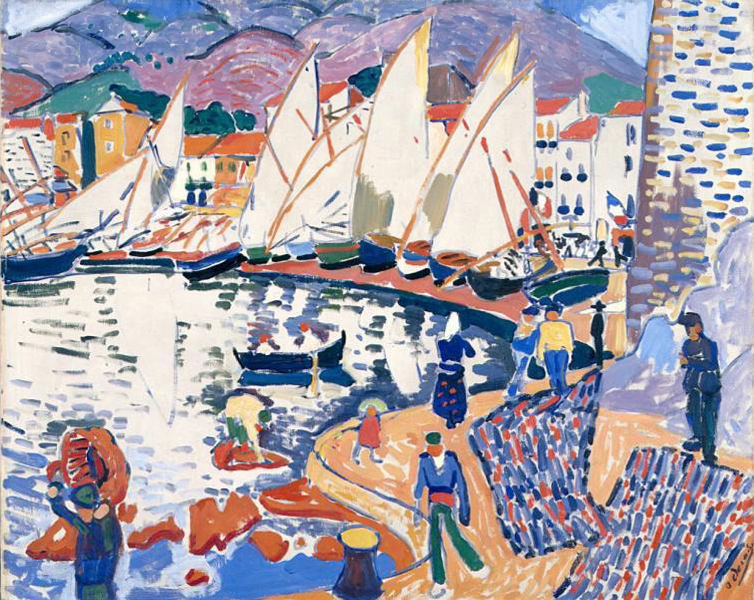
Andre Derain: Le Séchage des voiles, 1905

Andre Derain: Le Bassin de Londres, 1906

Andre Derain: Hyde Park, 1906

Matisse und Derain verbrachten den Sommer des Jahres 1905 gemeinsam in Collioure. Wenn Céret, nach dem Wort Salmons, das „Mekka des Kubismus“ war, so wurde der Fauvismus in Collioure geboren, und dort vollzog sich der Übergang vom Post-Impressionismus zu jener neuen Art, die im nächsten Herbstsalon Skandal erregen sollte.
Die letzten Werke von Collioure zeigen von nun an den Weg zu jener Übersteigerung, die das Wesen des Fauvismus bestimmen wird. Als Übergang entstand eine neue Mischung von Divisionismus und flacher Farbe. In ihren Bildern wurde die Illusion des Raumes, der Masse und der Materie nun völlig aufgehoben.

### Kubistische Periode (1907–1911)
Hauptartikel: Kubismus
Eine Unzufriedenheit mit dem Fauvismus äußerte sich bereits im Jahr 1906 und im Folgejahr wird noch deutlicher, dass sein Interesse an der „reinen“ Farbe im Abklingen war. Er teilte in dieser Zeit wie so viele aus dem Kreis der Avantgarde die Begeisterung für afrikanische Kunst. Auch das Werk Cézannes übte in jenen Jahren einen starken Einfluss auf ihn aus, von dem er 1904 im Salon d’Automne 33 Bilder sah. So ist eine Rückkehr zur Cézanne’schen Manier unter anderem in Intérieur mit Stillleben feststellbar.

André Derain: Cadaques, 1910, Centre Georges Pompidou, Paris

Durch den Kontakt mit Picasso und Braque war Derain zwar in dem Augenblick, als sich der Kubismus entwickelte, in Tuchfühlung mit ihren Gründern, jedoch gab er sich dem Kubismus nie ganz hin. Er war bereits unzufrieden mit seinem kubistischen Vorstoß, dessen Wildheit mit seiner eigenen Natur nicht in Einklang stand und zerstörte 1908 all jene Arbeiten, die zu vertreten ihm widerstrebten. So berichtet Kahnweiler in seinem Buch Der Weg zum Kubismus aus dem Jahre 1920, Derain habe „eine ganze Reihe von Kompositionen mit lebensgroßen Figuren geschaffen. Einige davon stellte er in den Indépendants aus – so einen Stier, ein Bild mit Badenden. Die Badenden wurden glücklicherweise angekauft und sind uns so erhalten geblieben. Alle anderen hat Derain im Jahre 1908 verbrannt.“
Obwohl Derain dem Weg der Kubisten nicht folgen wollte, trug er jedoch vorerst dem Trend nach Vereinfachung und Abstraktion Rechnung, was unter anderem in Paysage à Cassis ablesbar ist. Andererseits wiederum wird seine besondere Eigenart und Sichtweise in dem Bild Martigues deutlich, in dem er in Übereinstimmung mit der klassischen Formel das Auge weit in die Ferne führt.

Andre Derain: Nature morte, 1910

Derains Ungewissheit, welchen Weg er einschlagen sollte, entsprang seiner ausgesprochenen Empfindlichkeit für die Atmosphäre, für die Grenzen und Probleme seiner Zeit. Derains Ansicht, dass die Annahme einer bestimmten Haltung lächerlich sei, führte ihn dazu, sich von den Freunden Picasso und Braque zu trennen und den Kubismus zu verwerfen. Er vertrat die Ansicht, dass direkter Kolorismus – im Sinne des Fauvismus – nicht ausreichte und war andererseits nicht bereit, sich dem neuen Stil des Kubismus völlig hinzugeben. In diesem Stadium bot ihm das Werk Cézannes einen Ausweg, den er voller Enthusiasmus ergriff. Der Unterschied zwischen seinen Absichten und denen jener Maler, die weiter in Richtung ihrer Erforschung räumlicher Relationen dachten, zeigen die Arbeiten, die er 1910 in Cagnes malte. Der Einfluss Cézannes ist noch durchschlagend, besonders in den Bildern Cagnes und Le Vieux Pont à Cagnes.

### Gotische Periode (1911–1914)

Andre Derain: Portrait d´Iturrino 1914

1911 fand ein Stilwandel statt. Kennzeichnend hierfür ist die Aufgabe der konstruktiven Phase, wie sie sich beispielsweise in La route de Camiers zeigt. Die Elemente, die Derains Stil in jener Periode formten, waren außerordentlich komplex und sogar widersprüchlich. Wie schon in den Vorjahren war er außerordentlich empfänglich für alles, was um ihn vorging und ebenso begierig danach, sich der Vergangenheit zu stellen. So untersuchte er nicht nur die romanische, gotische und Renaissancekunst, sondern auch die indische und byzantinische Kunst. Die Jahre 1911–1914 werden oftmals seine période gothique (Gotische Periode) genannt.
Derains Intentionen in diesen Jahren laufen darauf hinaus, den Konflikt zwischen zwei Elementen zu lösen: der instinktiven Qualität des Primitivismus – gesehen als ein Mittel zur Erneuerung der Inspirationsquellen – und einem Konstruktivismus, im Zusammenhang mit Cézanne – als ein Mittel, das körperliche Aussehen der „Gegenstände“ oder der Natur darzustellen. So ist auffällig, dass er nicht nur in dieser Phase, sondern auch zukünftig versuchte, zwischen Extremen das Gleichgewicht zu halten. Der Konflikt zwischen diesen beiden Polen seiner Natur erlaubte es ihm, einen ganz eigenen Stil zu entwickeln, der ihm ermöglichte, seinen Glauben sowohl an eine dauerhafte Inspiration durch die Natur wie auch an die emotionalen Kräfte des menschlichen Lebens darzustellen.

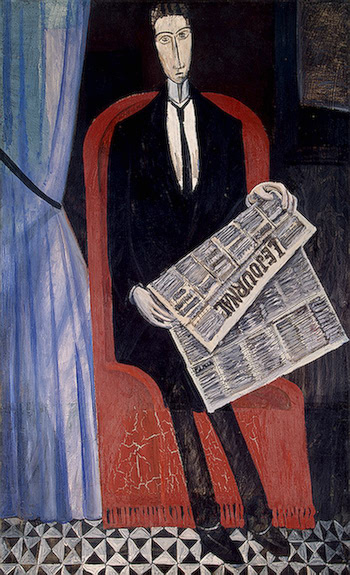
André Derain: Chevalier X, zwischen 1911 und 1914

Die Bilder betonen die synthetischen Mittel, die Derain zu verschiedenen Zeiten seines Lebens verwendet hatte, um sich auszudrücken. Seine Anwendung von Formeln alter Meister erlaubte ihm, zu einem Stil zu kommen, der einzigartig frisch und ansprechend war. Enthüllt das Tal bei Morin ein Übergangsstadium, in dem der Geist Cézannes lebendig ist, erkennt man hingegen in dem Gemälde Chevalier X. Einflüsse von Rousseau. Chevalier X. wiederum beeinflusste Künstler wie Modigliani und Giacometti. Ferner griff Derain in diesen Jahren auf religiöse Themen zu, etwa in Der Kalvarienberg oder Das letzte Abendmahl, und malte eine Anzahl verschiedener und brillanter Kompositionen, von Der Violine und den Reihen von Bildern mit Tabakstöpfen mit ihrer kubistischen Ikonographie und engen Farbskala bis zu dem hervorragenden Cézanne’schen Stillleben der Chester Dale Collection, Washington, oder dem mehr traditionellen Jagd-Stillleben La Gibecière.
Derain lieferte für eine Ausgabe von Guillaume Apollinaires erstem prosaischen Werk, L 'enchanteur pourrissant (1909), Holzschnitte im Stil des Primitivismus, zeigte 1910 Arbeiten in der Neuen Künstlervereinigung in München, 1912 beim Blauen Reiter, 1913 in der Armory Show in New York und illustrierte 1912 auch eine Sammlung von Gedichten Max Jacobs. Zu dieser Zeit begannen sich in Derains Werk bereits seine Studien alter Meister widerzuspiegeln.

### Kriegsjahre (1914–1922)

André Derain: Village dans la campagne, 1920

Im Jahr 1914 kehrte Derain zur figürlichen Malerei zurück. Es entstanden Arbeiten wie Le Deux Soeurs, La jeune fille. In Werken wie Le samedi finden sich deutliche Anklänge an die Kunst des Trecento. In seinem Wunsch, eine „Rückkehr zur Ordnung“ zu erreichen – als ein Gegengewicht beispielsweise zur anarchistischen und anti-künstlerischen Richtung des Dadaismus – befand sich Derain im Gleichschritt mit einigen der wichtigsten Persönlichkeiten seiner Zeit – etwa Picasso und Cocteau. Es erhob sich in jenen Tagen ein allgemeiner Ruf nach „Rückkehr zur Ordnung“.

### Erneuter Stilwandel (1922–1954)

André Derain: Le gros arbre, 1929, Musée de l'Orangerie, Paris

Der erneute Stilwandel Derains mag durch seinen Rombesuch 1921–1922 veranlasst worden sein. So sah sich der Künstler unter anderem römische und Fayum-Portraits, pompejianische und römische Mosaike besonders genau an, um weitere klassische Themen in seine Arbeiten einfließen zu lassen. Für ihn wie für einen Poussin bestärkte der Besuch Roms womöglich den Entschluss, auf die Tradition zu bauen. Derain vertrat den Standpunkt, dass die Gegenwart ohnehin das Echo und Weiterleben der Vergangenheit darstellt. Hierzu äußerte er im Jahr 1948: „Die Intelligenz, die Alten, verstanden ein Glas Wein zu malen. Sie waren wirklich intelligent, sie verstanden die Dinge in ihrer ganzen Tiefe, nicht nur ein intelligenter Anblick wie bei Matisse. Heutzutage kann jeder sehr intelligent sein, es ist zu einfach, darum weiß man nicht mehr, was das ist, diese Art, die Dinge zu fühlen.“
Von 1920 bis zu seinem Tod ist ein Versuch, seine stilistische Entwicklung für ein Verständnis seiner Malerei aufzuspüren, wenig ergiebig. So behandelte er seine Themen nach dem Charakter ihres Gegenstandes oder nach der Stimmung des Augenblicks und gestand Florent Fels, dass Kunstwerke für die Umgebung geschaffen werden, in der sie konzipiert wurden.

André Derain: La Table de cuisine, 1925, Musée de l'Orangerie, Paris

Derain pendelte in den kommenden Jahren auffallend zwischen einer realistischen – so in La Table de Cuisine – und einer idealistischen Manier – so in Pierrot et Harléquin. In den Hauptwerken dieser Zeit wird Derains Ziel ersichtlich, die Resultate verschiedener Versuche in ein umfassendes Bild – eine Synthese – zusammenzufassen. Sein Sinn für Volumen, seine Sorgfalt in der Anordnung der Formen, eine immer in Beziehung zur anderen zu bringen, stellen ihn in diesem Stadium in die Nähe von Zurbarán und Caravaggio. Auffällig bei Derain ist, dass er innerhalb eines begrenzten Schaffenszeitraums, etwa 1923–1925, in ein und demselben Sujet – beispielhaft im Stillleben – die unterschiedlichsten malerischen Mittel einsetzte. So unterliegt La Table de Cuisine ein klarer und straffer kompositorischer Aufbau, dem eine „trockene“ Farbigkeit zugrunde liegt. Hingegen Vase de roses, assiette et pipe zeigt deutlich süßere Züge und erinnert mehr an den Einfluss Renoirs, und wiederum in Un Vase de Fleurs erinnert seine Malweise daran, dass er ein Landsmann von Delacroix und Courbet ist.

André Derain: Portrait de Madame Paul Guillaume, 1929, Musée de l'Orangerie, Paris

Betrachtet man die in dieser Zeit entstandenen Akte, so haben Derains Modelle eine Substanz, eine Erdigkeit oder eine feenhafte Qualität, die in der modernen Malerei kaum ihresgleichen hat, etwa in Nu au chat oder Le Beau Modèle. In seinen Porträts zeigt er seine Fähigkeit, Gegenstände in Angriff zu nehmen, die im Allgemeinen als akademischen Künstlern zugehörig betrachtet werden. Diese Fähigkeit kommt in Geneviève oder Madame Guillaume zum Ausdruck.
Das volle Maß seiner Fähigkeiten aber gab er in den vielen Landschaften, die aus diesen Jahren stammen. In La Basilique de St. Maximin erkennt man seine Verpflichtung gegenüber Corot. Derains intuitiver Sinn für Natur wiederum, der sich in La Clairière mit ihrer stark pastosen Mischung von Grün-, Blau- und Brauntönen so deutlich zeigt, geht auf Courbet und Cézanne zurück und zu Le gros arbre bemerkt Hans Tietze: „In dieser Darstellung offenbart sich mehr denn je die innige Verbundenheit des Künstlers mit dem klassischen Ideal, der klassischen Form und der klassischen Malweise, die er in den Dienst seiner hohen bildnerischen Begabung stellt […] Damit ist er zur Zeit der einzige große Maler, der die Tradition der Renaissance fortführt.“
Derain war sich sicher, dass seine Kunst und seine Position falsch eingeschätzt würden, solange nicht seine Gedanken über die Probleme des zwanzigsten Jahrhunderts in Rechnung gezogen wurden. Er erklärte: „Ich fühle mich keinem Prinzip verpflichtet – außer dem der Freiheit –, aber meine Vorstellung von der Freiheit ist, daß sie der Tradition verbunden sein muss. Ich will nicht irgendwelche Theorien darlegen darüber, was in der Kunst zu tun sei. Ich male einfach so gut ich nur kann. Der Jammer ist, daß viel zu viele Theorien in Umlauf sind und nicht genug Leidenschaft, sie zum Leben zu erwecken.“

## Rezeption

### Zeugnisse von Zeitgenossen

Andre Derain: The painter and his family, 1939

Derains früher dekorativer Stil wurde in England abgöttisch verehrt. Roger Fry äußerte in den Ausstellungen der Grafton Galleries, London, von 1910 und 1911, dass in Derains Malerei der „Geist von Poussin“ wieder aufzuleben scheine.
In einer Rede, die er anlässlich einer Ausstellung Derains im Oktober 1916 hielt, schilderte Paul Guillaume Derain als einen Mann, dem es nach jugendlichen Wildheiten gelungen sei, sich der Mäßigung und dem Maß zuzuwenden. Er sah in dem Werk Derains ein wagemutiges und diszipliniertes Temperament, das dazu gelangt sei, eine Ordnung und jene expressive Größe zu realisieren, die er antik nannte.
In Since Cézanne lobte Clive Bell 1922 Derains ungeheure Kraft des Charakters und die Fähigkeit, allein zu stehen. In seinen Augen war es die Intention Derains, etwas zu schaffen, das als Kunstwerk kompromisslos und doch zugleich human ist. Er sieht ihn als den Vertreter für etwas, „das höchst lebendig und bindend ist in Frankreich – eine leidenschaftliche Liebe zur großen Tradition, ein Verlangen nach Ordnung und den Willen, jenes mysteriöse Ding zu gewinnen, das die Athener σπουδαιότης und das die Schulmeister hohen Ernst nennen.“
Alberto Giacometti äußerte sich 1957 in Derrière le miroir zu dem Werk Derains:

„Alle Gesetze, alle Gewißheiten, gültig für mindestens den größten Teil der heutigen Maler, wenn nicht für alle, selbst für die Abstrakten, selbst für die Tachisten hatten keinen Sinn mehr für ihn; wo also die Mittel finden, um sich auszudrücken. Ein Rot ist kein Rot – eine Linie ist keine Linie – ein Volumen ist kein Volumen, das alles ist widersprüchlich, ein bodenloser Abgrund, in dem man sich verliert.“

### Nazistische Diskreditierung von Werken als „entartet“

Andre Derain: Nature morte au Calvaire 1912

1937 wurden in der Nazi-Aktion „Entartete Kunst“ mehrere Tafelbilder und Druckgrafiken aus öffentlichen Sammlungen in Deutschland beschlagnahmt. Da die Nazis den Wert der Werke kannten, brachten sie diese zur „Verwertung“ in den internationalen Kunsthandel. Es handelte sich um folgende Arbeiten:
- Frauenkopf III (Lithografie; Kupferstichkabinett Dresden; 1941 an den Kunsthändler Karl Buchholz und von dort an die Buchholz Gallery Curt Valentin New York; Verbleib unbekannt)
- Frauenkopf (Lithografie; Museum Folkwang Essen; 1939 an den Kunsthändler Hildebrand Gurlitt; Verbleib unbekannt)
- La Femme (Holzschnitt; Staatliches Museum Saarbrücken; 1940 zur an den Kunsthändler Bernhard A. Böhmer; Verbleib unbekannt)
- Frauengruppe (Druckgrafik; Museum für Kunst und Kunstgewerbe Stettin; 1940 an den Kunsthändler Karl Buchholz und von dort an die Buchholz Gallery Curt Valentin New York; Verbleib unbekannt)
- Die Salzteiche von Martigues (Öl auf Holz, 72 × 57 cm, 1908; Museum Folkwang Essen; 1939 an die Galerie Fischer, Luzern; zuletzt 1998 von Sotheby’s versteigert an den libanesischen Politiker Ibrahim Najjar)
- Blick aus dem Fenster / Der Kalvarienberg (Öl auf Leinwand, 68 × 55 cm, 1912; Museum Folkwang Essen; 1939 zur Verwertung an die Galerie Fischer; erworben vom Kunstmuseum Basel)
- Stillleben, Brot und Früchte (Öl auf Leinwand, 92 × 73 cm; Museum Folkwang Essen; 1939 an Karl Buchholz und von dort an die Buchholz Gallery Curt Valentin New York; National Gallery of Art, Washington)
- La Vallée du Lot (Öl auf Leinwand, 72 × 90 cm, 1912; Wallraf-Richartz-Museum Köln¸1939 an Karl Buchholz und von dort an die Buchholz Gallery Curt Valentin New York; zuletzt 2018 versteigert durch Sotheby’s)[15]
- Rebland im Frühling (Öl auf Leinwand, 89 × 116 cm, 1906; Städtische Kunsthalle Mannheim; 1939 an Karl Buchholz. Erworben vom Kunstmuseum Basel)

### Nachwirkungen

André Derain: Amiens, 1935

Derain war ein Realist mit einer seltsamen naiveté, ein Frondeur, ein Mann der Renaissance und mit seltenen Begierden ausgestattet. Derain sagte einmal, „dass jeder den Wein finden sollte, der ihm bekommt, dass es für jede Palette einen Wein gibt.“ Und auf die Frage, ob er den seinen gefunden habe, antwortete er: „Non“. In kritischen Augenblicken seiner Laufbahn war seine Ablehnung einiger der Hauptbestrebungen seiner Zeit – Kubismus und Abstraktion – die Folge eines durchdachten persönlichen Standpunktes. Er weigerte sich, seine Segel mit Rücksicht auf die Mode zu trimmen. Die meisten Bücher oder Essays, die sich mit dem Werk Derains beschäftigen, erschienen in einer Zeit, als er noch der Löwe der Pariser Szenerie war.
Die Werke des Künstlers sind unter anderem in Paris, London, New York und Prag ausgestellt. Viele seiner Bilder sind nicht öffentlich zugänglich. Einige wurden postum auf der documenta 1 (1955), der documenta II (1959) und der documenta III im Jahr 1964 in Kassel gezeigt. Während sein Werk lange Zeit keine weitere Beachtung fand, wird es vermehrt seit der Jahrtausendwende in zahlreichen Ausstellungen gewürdigt. So waren in der bedeutenden Cézanne-Ausstellung Aufbruch in die Moderne im Essener Folkwang Museum zur Jahreswende 2005 einige Bilder Derains aus seiner fauvistischen und kubistischen Phase erstmals in Deutschland zu sehen.

## Ausstellungen
- 1962: André Derain, 1880–1954, das plastische Werk: Galerie Prestel (Peter Voigtlaender-Tetzner), Frankfurt am Main.
- 2017/18: André Derain 1904–1914. La décennie radicale. Centre Georges-Pompidou, Paris, 4. Oktober 2017 bis 29. Januar 2018

## Werk (Auswahl)

### Malerei

#### Frühes Werk
- Selbstbildnis (Autoportrait), zwischen 1895 und 1899, Öl auf Leinwand, Sammlung Ambroise Vollard, Paris Abb.
- Die Straße nach Carrières (La Route de Carrières), 1899, Öl auf Leinwand, 48 × 64 cm, Privatsammlung, Paris
- Das Begräbnis (L'Enterrement), 1899, Öl auf Leinwand, Sammlung Madame Matisse, Paris
- Der Ball von Suresnes (Le Bal à Suresnes), 1903, Öl auf Leinwand, 176 × 168 cm, City Art Museum, Saint Louis, USA
- Schneelandschaft bei Chatou (Paysage de neige à Chatou), um 1904, Öl auf Leinwand, 81 × 61 cm, Privatbesitz, Paris
- Die Brücke von Le Pecq (Le Pont du Le Pecq), 1904, Öl auf Leinwand, 81 × 116 cm, Privatbesitz, Paris
- Bildnis Bartolomeo Savona, Entstehung ??, Öl auf Leinwand, Barber Institute of Fine Arts, Birmingham
- Der Tisch, 1904, Öl auf Leinwand, Emil Bührle’s Collection Abb.
- Rebland im Frühling (Les vignes au printemps), um 1904–1905, Öl auf Leinwand, Kunstmuseum Basel

#### Fauvistische Phase
- Bildnis Henri Matisse (Portrait de Henri Matisse), 1905, Öl auf Leinwand, Tate Collection
- Collioure, 1905, Öl auf Leinwand, 72 × 91 cm, Musée d'Art moderne, Troyes, Donation Pierre et Denise Lévy.
- Fischerboote bei Collioure, 1905, Öl auf Leinwand, The Philip L. Goodwin Collection Abb.
- Seine bei Chatou, 1906, Öl auf Leinwand, The William S. Paley Collection Abb.
- L'Estaque, 1906, Öl auf Leinwand, Museum of Modern Art, New York Abb.
- Das goldene Zeitalter (L'Age d'Or), um 1905, Öl auf Leinwand, 190 × 180 cm, Privatbesitz, New York
- Der Tanz (La Danse), um 1905–1906, Öl auf Leinwand, 185,4 × 228,2 cm, Privatbesitz, New York Abb.

##### Aufenthalte in London
- Das Parlament in London (Le Big Ben), 1905–1906, Öl auf Leinwand, 79 × 98 cm, Musée d'Art moderne, Troyes, Donation Pierre et Denise Lévy. Abb.
- Charing Cross Bridge, London, 1905–1906, Öl auf Leinwand, Museum of Modern Art, New York Abb.
- Charing Cross Bridge, London, 1906, Öl auf Leinwand, John Hay Whitney Collection Abb.
- Brücke von Charing Cross/Brücke von Westminster, 1906, Öl auf Leinwand, Musée d’Orsay, Paris
- View of the Thames, 1906, Öl auf Leinwand, Collection of Mr. and Mrs. Paul Mellon Abb.
- London Bridge, 1906, Öl auf Leinwand, Museum of Modern Art, New York Abb.
- Der Hyde Park (Hyde Park), um 1906, Öl auf Leinwand, 66 × 99 cm, Musée d'Art moderne, Troyes, Donation Pierre et Denise Lévy. Abb.
- Regent Street, London, 1906, Öl auf Leinwand, 66 × 99,1 cm, Jacques and Natasha Gelman Collection Abb.
- Der Hafen von London (le port de Londres), 1906, Öl auf Leinwand Abb.
- Londoner Stadtansicht, 1908, Schweiz, Privatbesitz

#### Kubistische Phase
- Landschaft bei Cassis (Paysage à Cassis), um 1907, Öl auf Leinwand, 73 × 92 cm, Privatsammlung, Paris
- Die Badenden (Les Baigneurs), 1908, Öl auf Leinwand, 180 × 225 cm, Eigentümer unbekannt
- Die alte Brücke zu Cagnes (Le Vieux Pont à Cagnes), 1910, Öl auf Leinwand, 81,3 × 99,6 cm, National Gallery of Art, Washington D.C. (Chester Dale Collection) Abb.
- Cadaqués, 1910, Öl auf Leinwand, 60,5 × 73 cm, Kunstmuseum, Basel Abb.
- Cagnes, 1910, Öl auf Leinwand Abb.
- Stillleben (Nature morte), 1910, Öl auf Leinwand, 92 × 71 cm, Privatsammlung, Paris
- Stillleben (Still Life with Earthenware Jug and White Napkin), 1912, Öl auf Leinwand, Eremitage, St. Petersburg Abb.
- Häuser am Fluss (Houses on the waterfront), 1910, Öl auf Leinwand, Eremitage, St. Petersburg Abb.
- Tisch und Stühle (Table and chairs), 1912, Öl auf Leinwand, Eremitage, St. Petersburg Abb.

#### Gotische Periode
- Die Straße zu Camiers (La route de Camiers), 1911, Öl auf Leinwand, 72,3 × 91,5 cm, Eigentümer unbekannt
- Kirche zu Vers (L'Eglise de Vers), 1912, Öl auf Leinwand, 66 × 94 cm, Privatbesitz, Oxford
- Valley of the Lot at Vers, 1912, Öl auf Leinwand, Abby Aldrich Rockefeller Fund Abb.
- Der Wald (La Forêt), 1912, Öl auf Leinwand, 40 × 47 cm, Privatbesitz, Bern
- Der Kalvarienberg (Le Calvaire), 1912, Öl auf Leinwand, 65 × 57,5 cm, Kunstmuseum, Basel Abb.
- Junges Mädchen (La jeune fille), 1914, Öl auf Leinwand, 65 × 50 cm, Besitz Pablo Picasso, Paris
- Bildnis des Iturrino, 1914, Öl auf Leinwand, 92 × 65 cm, Privatbesitz, Alpes-Maritimes
- Jagdstillleben (La Gibecière), 1913, Öl auf Leinwand, 116 × 81 cm, Musée de l'Orangerie, Paris, Sammlung Jean Walter und Paul Guillaume
- Blick auf Martigues (Martigues), 1913, Öl auf Leinwand, 141 × 90 cm, Eremitage, St. Petersburg Abb.
- Stillleben (Nature morte), 1913, Öl auf Leinwand, Eremitage, St. Petersburg Abb.
- Die zwei Schwestern (Les Deux Soeurs), 1914, Öl auf Leinwand, 195,5 × 130,5 cm, Statens Museum, Kopenhagen
- Das letzte Abendmahl (La Cène), 1913, Öl auf Leinwand, 220 × 280 cm, The Art Institute, Chicago
- Der Sonnabend (Le Samedi), 1911–1914, Öl auf Leinwand, 181 × 228 cm, ehemalige Sowjetische Sammlung
- X. Chevalier, 1914, Öl auf Leinwand, 163 × 97 cm, Eremitage, St. Petersburg
- Stillleben vor dem Fenster (Nature morte devant la fenêtre), 1913, Öl auf Leinwand, 128 × 79 cm, ehemalige Sowjetische Sammlung

#### Spätes Werk
- Landschaft in Südfrankreich (Landscape in southern france), zwischen 1917 und 1923, Öl auf Leinwand, Museum of Fine Arts, Boston
- Der Künstler im Atelier (L'Artiste et sa famille), 1920–1921, Öl auf Leinwand, 116 × 89 cm, Pierre Matisse Gallery, New York
- Straße nach Albano (La Route d'Albano), 1921, Öl auf Leinwand, 62 × 50 cm, Privatsammlung, Paris Abb.
- Stillleben, 1923, Öl auf Leinwand, Art Gallery of New South Wales
- Blumenstück (Un Vase de Fleurs), um 1924, Öl auf Leinwand, 61 × 93 cm, Privatbesitz, Zürich
- Stillleben (La Table Garnie), 1921–1922, Öl auf Leinwand, 97,1 × 163,2 cm, Privatbesitz, London
- Stillleben mit Rosen, Teller und Pfeife (Vase de roses, assiette et pipe), um 1923–1925, Öl auf Leinwand, 18 × 24 cm, Privatbesitz, Basel
- Das schöne Modell (Le Beau Modèle), 1923, Öl auf Leinwand, 114 × 91 cm, Musée de l'Orangerie, Paris, Sammlung Jean Walter und Paul Guillaume Abb.
- Harlekin (Arléquin), um 1924, Öl auf Leinwand, 73,6 × 61 cm, National Gallery of Art, Washington, D.C. (Chester Dale Collection)
- Akt mit Katze (Nu au chat), 1921–1923, Öl auf Leinwand, 166 × 88 cm, Privatbesitz, Paris
- Pierrot und Harlekin (Pierrot et Harléquin), 1924, Öl auf Leinwand, 176 × 176 cm, Musée de l'Orangerie, Paris, Sammlung Jean Walter und Paul Guillaume Abb.
- Der Küchentisch (La Table de Cuisine), 1925, Öl auf Leinwand, 120 × 120 cm, Musée de l'Orangerie, Paris, Sammlung Jean Walter und Paul Guillaume Abb.
- Landschaft, um 1928, Öl auf Leinwand, Art Gallery of New South Wales
- Stillleben: Die Jagd (Nature morte: La Chasse), um 1928, Öl auf Leinwand, 196 × 132 cm, Carnegie Institute, Pittsburgh
- Großer Akt (Grand Nu), 1928–1929, Öl auf Leinwand, 92 × 73 cm, Privatbesitz, Genf
- Stillleben: Melonen und Früchte, um 1927, Öl auf Leinwand, Musée de l’Orangerie, Paris, Sammlung Jean Walter und Paul Guillaume Abb.
- Der große Baum (Le gros arbre), 1929–1930, Öl auf Leinwand, Musée de l’Orangerie, Paris, Sammlung Jean Walter und Paul Guillaume Abb.
- Profile of a Woman with a Chignon, ca. 1930, Öl auf Leinwand, Indiana University Art Museum, Bloomington
- Geneviève, 1931, Öl auf Leinwand, 110 × 76 cm, Musée de l'Orangerie, Paris, Sammlung Jean Walter und Paul Guillaume Abb.
- Die Basilika von St. Maximin (La Basilique de St. Maximin), 1930, Öl auf Leinwand, 60 × 73 cm, Musée National d’Art Moderne, Paris
- Stillleben mit Orangen (Nature morte aux oranges), 1931, Öl auf Leinwand, Centre Georges Pompidou, Paris Abb.
- Stillleben mit Früchten (Nature morte aux fruits et couteau), Öl auf Leinwand
- Die Lichtung (La Clairière), 1931, Öl auf Leinwand, 50 × 62 cm, Musée de l'Orangerie, Paris, Sammlung Jean Walter und Paul Guillaume
- Bildnis Paul Guillaume, 1919–1920, Öl auf Leinwand, Musée de l'Orangerie, Paris, Sammlung Jean Walter und Paul Guillaume Abb.
- Bildnis Madame Paul Guillaume, 1928–1929, Öl auf Leinwand, Musée de l’Orangerie, Paris, Sammlung Jean Walter und Paul Guillaume Abb.
- Vase mit Blumen (Fleurs dans un Vase), 1932, Öl auf Leinwand, 75 × 95,3 cm, National Gallery of Art, Washington, D.C. (Chester Dale Collection)
- Die Überraschung (La Surprise), 1938. Öl auf Leinwand, 140 × 306 cm, Privatbesitz, New York
- Rotwildjagd (La Chasse aux Cerfs), um 1938, Öl auf Leinwand, 198 × 161 cm, von 1938 bis 1957 in der Winterbotham Collection des Chicago Art Institute
- Stillleben mit Kaninchen, 1938, Öl auf Leinwand, Centre Georges Pompidou, Paris Abb. (Memento vom 26. September 2003 im Internet Archive)
- Der Künstler mit seiner Familie (Le Peintre et sa Famille), um 1939, Öl auf Leinwand, 174 × 124 cm, Privatsammlung, Paris
- Femme épluchant des fruits, 1938–1939, Öl auf Leinwand, 92 × 74 cm Abb. (Memento vom 1. Februar 2012 im Internet Archive)
- Stillleben (Nature morte), 1938–1939, Öl auf Leinwand, 95 × 130 cm, Musée d'Art moderne, Troyes, Donation Pierre et Denise Lévy.
- Stillleben mit Früchten und Blumen (Nature morte aux fruits et feuillages), um 1945, Öl auf Leinwand, 114 × 143, Musée d'Art moderne, Troyes, Donation Pierre et Denise Lévy.
- Landschaft bei Donnemarie (Paysage de Donnemarie), um 1940, Öl auf Leinwand Abb.
- Stillleben auf schwarzem Hintergrund (Nature morte fond noir), um 1945, Öl auf Leinwand, 97 × 130 cm, Musée d'Art moderne, Troyes, Donation Pierre et Denise Lévy.
- Landschaft am Loire-Ufer (Paysage sur les bords de la Loire, à Ousson), um 1942, Öl auf Leinwand, 65 × 92 cm, Musée d'Art moderne, Troyes, Donation Pierre et Denise Lévy.
- Amiens, um 1946, Öl auf Leinwand, 90 × 109 cm, Musée d'Art moderne, Troyes, Donation Pierre et Denise Lévy.
- Düstere Landschaft (Paysage Triste), um 1946, Öl auf Leinwand, 36 × 40 cm, Musée d'Art moderne, Troyes, Donation Pierre et Denise Lévy.
- Die Bacchantinnen (Les Bacchantes), Leinwand, 50 × 61 cm, um 1945, Musée d'Art moderne, Troyes, Donation Pierre et Denise Lévy.